# ياماس (وحدة شرطة الحدود الإسرائيلية)
الياماس (بالعبرية: יחידת המסתערבים) هي وحدة خاصة تابعة لشرطة الحدود الإسرائيلية تتذرع في مكافحة الإرهاب، وتقدم المساعدة العملياتية لجهاز الأمن العام “الشاباك”. هدفها الأساسي هو التعامل مع الاضطرابات والتظاهرات العربية، كما تساعد في الحالات الخاصة والمعقدة من الاعتقالات داخل الخط الأخضر. يخدم في هذه الوحدة في الأساس أفراد من الشرطة الإسرائيلية، ولكن تشغيلها يتبع الجيش، وتعتبر كوحدة سرية معروفة بعملياتها السرية في انتهاك الأراضي الفلسطينية من خلال التمويه و الانخراط المدني داخل الأراضي العربية المحتلة، لا يرتدي موظفوها الزي الرسمي ولا يُسمح لهم بالكشف عن عضويتهم في المنظمة. تُعتبر فرق القنص التابعة للوحدة على أنها أفضل الفرق في جيش الكيان الصهيوني.

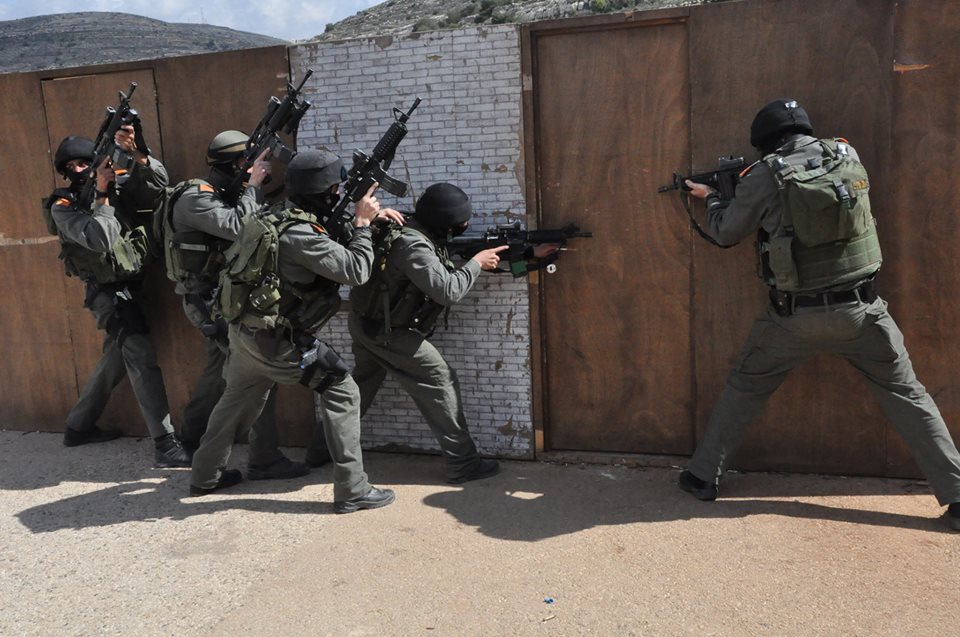
أثناء التمرين.

معظم أعضاء الياماس ليس لديهم جذور عرقية يهودية، لكنهم ينتمون إلى أقليات عربية في إسرائيل، خاصة الدروز. كما لديهم معرفة بالثقافة العربية والإسلامية. تجنيد أعضاء الياماس يكون انتقائيًا للغاية، ومعظم أعضائها من الذكور وعادةً غير المتزوجين.

## وحدات
- وحدة “ياماس” الضفة الغربية هي ثاني وحدات المستعربين أهمية وتتبع قوات حرس الحدود وتعمل تحت إشراف الجيش الإسرائيلي وجهاز الأمن العام الإسرائيلي “شاباك”، وتعمل منذ عام 1991.
- وحدة “ياماس” الجنوب تعمل على إحباط الهجمات على الحدود المصرية وقطاع غزة، وتعمل تحت القيادة الجنوبية وتتخصص في الرماية والقنص والمطاردة. وكانت الوحدة تسمى سابقًا شرطة حدود غزة، حيث كانت جزءا من شرطة حرس حدود القطاع. حصلت تلك الوحدة على وسام التميز في شهر ديسمبر الماضي بعد إحباط عشرات العمليات خلال 6 أشهر في المنطقة الجنوبية مام الحدود المصرية والسياج أمام قطاع غزة.[4]

- وحدة “ياماس” القدس يتركز عملها في القدس، وخصوصًا في شرق المدينة في أعمال مشابهة للوحدات السابقة.[5] ومن المتوقع ارتفاع وتيرة العمليات لهذه الوحدة في الفترة الماضية نظرًا للاضطرابات التي تشهدها مدينة القدس بسبب المواجهات بين الفلسطينيين والمستوطنين الإسرائيليين، الأمر الذي تبعه تدخل من الوحدات العسكرية الإسرائيلية بتعزيزات مختلفة.

## وصلات خارجية
- المستعربون: كيف يتخفى الإسرائيليون بين الفلسطينيين؟
- Deflem ، ماتيو. 2012. "ييدا مشتارتيت ميسترافيم (إسرائيل) (إسرائيل)." ص 71-72 في مكافحة الإرهاب: من الحرب الباردة إلى الحرب على الإرهاب ، المجلد. 2 ، حرره فرانك ج. شانتي. سانتا باربرا ، كاليفورنيا: Praeger / ABC-CLIO.